# Simon Rubinstein
Simon Rubinstein (circa 1910–1942) war ein österreichischer Schachspieler. Nicht zu verwechseln ist er mit dem polnischen Schachspieler Akiba Rubinstein. Simon Rubinstein nahm etliche Male an Leopold-Trebitsch-Memorial-Turnieren in Wien teil: Im Jahre 1932 wurde er 12. (Albert Becker siegte), 11./12. im Jahre 1933 (Ernst Grünfeld und Hans Müller gewannen), geteilter 6./7. 1936 (Henryk Friedman siegte) und Zweiter wurde er hinter Lajos Steiner 1937/38. Bei der ersten Stadtmeisterschaft von Wien belegte er 1936 Platz 2 hinter Esra Glass, er spielte damals für den SC Hakoah Wien. Rubinstein starb 1942 in einem Konzentrationslager. Laut ChessMetrics war seine höchste historische Elo-Zahl 2540 im März 1937.